# Ajkaceratop
L'ajkaceratop (Ajkaceratops) és un gènere de dinosaure ceratop que visqué durant el Cretaci superior a l'actual Hongria. El seu nom significa cara banyuda d'Ajka, ja que fou trobat a prop de l'actual ciutat d'Ajka. Va viure aproximadament entre fa 84 i fa 86 milions en el Cretaci superior durant l'estatge faunístic del Santonià.
Aquest gènere ha estat el primer ceratop descobert a Europa. En aquella època el lloc on s'han trobat els seus fòssils era una illa en mig de l'oceà de Tetis. A partir dels seus fòssils que es conserven al Museu d'Història Natural d'Hongria s'estima que aproximadament feia 1 metre de longitud.
S'assemblava als ceratòpsids Bagaceratops i a Magnirostris, però és més primitiu que Zuniceratops i a Ceratopsidae, per aquest motiu es creu que els antecessors d'ajkaceratop van migrar a través d'illes des d'Àsia.